# Don’t Tell Me (песня Мадонны)
«Don’t Tell Me» (с англ. — «Не говори мне») — песня американской певицы Мадонны. Была выпущена вторым синглом с её восьмого студийного альбома Music 21 ноября 2000 года, под лейблом Maverick Records. На сегодняшний день было продано около 4,5 миллионов копий. В 2005 году эта песня была помещена на 285 место по версии журнала Blender «The 500 Greatest Songs Since You Were Born». «Don’t Tell Me» находился под номером четыре в американских чартах, и провел в топе-десять восемь недель. Сингл был успешен на радио в течение трёх месяцев, а также он долго находился в клубном чарте. Кроме того, «Don’t Tell Me» Мадонны ударил по Adult Top 40 chart, где он оказался под номером четыре, он входил в пятёрку. В марте 2001 года сингл получил золотой статус. Эта песня имела значительный успех по всему миру, находилась в топе-пять во многих странах. Она была на первом месте в Канаде, Новой Зеландии, Ирландии и Южной Африке, оставаясь первой на протяжении трёх недель в последних двух странах. Она достигла четвёртой позиции в Соединенном Королевстве. Там было продано 185 000 копий.

## Видеоклип
Видео на песню «Don’t Tell Me» было придумано Жаном-Батистом Мондино, который уже работал над клипами Мадонны «Open Your Heart», «Justify My Love», «Human Nature» и «Love Don’t Live Here Anymore», и снято в октябре 2000 года. Хореографией занимался Alex Magno, который также сотрудничал с Мадонной во время её мирового турне «Drowned World Tour».
- Режиссёр: Жан-Батист Мондино
- Продюсер: Мария Гэллахер
- Оператор-постановщик: Алекс Бербер
- Монтажер: Энгус Уолл
- Компания-производитель: DNA Inc.

## Живые выступления
Мадонна исполняла эту песню во время «Drowned World Tour», где воссоздавалась обстановка из клипа, и «Re-Invention World Tour», где песня исполнялась с французскими мотивами для Америки и Парижа и с семплом из Bitter Sweet Symphony для остальных городов.
В январе 2014 года Мадонна появилась в качестве специального гостя в программе Miley Cyrus' MTV Unplugged. Она спела акустическую версию «Don’t Tell Me» вместе с Майли Сайрус (а также песню «We Can't Stop»). Сайрус считает «Don’t Tell Me» одной из наиболее любимых своих песен в караоке.

## Список композиций
| Американский 7" винил (7-16825) US CD single (9 16825-2) 1. «Don’t Tell Me» (альбомная версия) — 4:40 2. «Don’t Tell Me» (Thunderpuss' 2001 Hands in the Air Radio) — 4:26 Американский 2 x 12" винил (0-44910) - A1 «Don’t Tell Me» (Timo Maas Mix) — 6:55 - A2 «Don’t Tell Me» (Vission Remix) — 7:52 - B1 «Don’t Tell Me» (Thunderpuss' 2001 Hands in the Air Anthem) — 10:20 - B2 «Don’t Tell Me» (Vission Radio Mix) — 3:38 - C «Don’t Tell Me» (Tracy Young Club Mix) — 11:01 - D1 «Don’t Tell Me» (Victor Calderone Sensory Mix) — 6:48 - D2 «Don’t Tell Me» (Thunderpuss' 2001 Hands in the Air Radio) — 4:26 Американский Макси-CD (9 44910-2) 1. «Don’t Tell Me» (Timo Maas Mix) — 6:55 2. «Don’t Tell Me» (Tracy Young Club Mix) — 11:01 3. «Don’t Tell Me» (Vission Remix) — 7:52 4. «Don’t Tell Me» (Thunderpuss' 2001 Hands in the Air Anthem) — 10:20 5. «Don’t Tell Me» (Victor Calderone Sensory Mix) — 6:48 6. «Don’t Tell Me» (Vission Radio Mix) — 3:38 7. «Don’t Tell Me» (Thunderpuss' 2001 Hands in the Air Radio) — 4:26 8. «Don’t Tell Me» Music Video Европейский 12" винил (9362 44955 0) - A1 «Don’t Tell Me» (Thunderpuss Club Mix) — 7:53 - A2 «Don’t Tell Me» (Vission Remix) — 7:52 - B1 «Don’t Tell Me» (Tracy Young Club Mix) — 11:01 - B2 «Cyber-Raga» — 5:31 Европейский 12" голубой винил (9362 44968 0) - A1 «Don’t Tell Me» (Timo Maas Mix) — 6:55 - A2 «Don’t Tell Me» (Victor Calderone Sensory Mix) — 6:48 - B1 «Don’t Tell Me» (Thunderpuss' 2001 Hands in the Air Anthem) — 10:20 - B2 «Don’t Tell Me» (Album version) — 4:40 | Германский CD-сингл (5439 16790 2) 1. «Don’t Tell Me» (Radio edit) — 4:10 2. «Cyber-Raga» — 5:31 Немецкий Макси-CD (9362 44949 2) JP Maxi-CD (WPCR-10903) 1. «Don’t Tell Me» (Radio edit) — 4:10 2. «Cyber-Raga» — 5:31 3. «Don’t Tell Me» (Thunderpuss Club Mix) — 7:53 4. «Don’t Tell Me» (Vission Remix) — 7:52 Английский CD-сингл 1 (W547CD1) 1. «Don’t Tell Me» (Radio edit) — 4:10 2. «Cyber-Raga» — 5:31 3. «Don’t Tell Me» (Thunderpuss Club Mix) — 7:53 Английский CD-сингл 2 (W547CD2) 1. «Don’t Tell Me» (Album version) — 4:40 2. «Don’t Tell Me» (Vission Remix) — 7:52 3. «Don’t Tell Me» (Thunderpuss Radio Mix) — 3:40 Европейский Макси-CD (9362 44977 2) 1. «Don’t Tell Me» (Timo Maas Mix) — 6:55 2. «Don’t Tell Me» (Thunderpuss' 2001 Hands in the Air Anthem) — 10:20 3. «Don’t Tell Me» (Victor Calderone Sensory Mix) — 6:48 4. «Don’t Tell Me» (Vission Remix) — 7:52 Австралийский Макси-CD (93624-49692-2) 1. «Don’t Tell Me» (Thunderpuss' 2001 Hands in the Air Anthem) — 10:20 2. «Don’t Tell Me» (Timo Maas Mix) — 6:55 3. «Don’t Tell Me» (Victor Calderone Sensory Mix) — 6:48 4. «Don’t Tell Me» (Tracy Young Club Mix) — 11:01 5. «Don’t Tell Me» (Thunderpuss' 2001 Tribe-A-Pella) — 8:31 6. «Don’t Tell Me» (Video) — 4:41 |

## Чарты
| Чарт (2001)                                  | Наивысшая позиция |
| -------------------------------------------- | ----------------- |
| Australia ARIA Singles Chart                 | 7                 |
| Austrian Singles Chart                       | 12                |
| Бельгийский Сингловый Чарт (Фландрия)        | 15                |
| Бельгийский Сингловый Чарт (Валлония)        | 27                |
| Canadian Singles Chart                       | 1                 |
| Danish Singles Chart                         | 15                |
| Dutch Top 40                                 | 26                |
| Eurochart Hot 100 Singles                    | 2                 |
| Финский Singles Chart                        | 3                 |
| Французский SNEP Singles Chart               | 16                |
| German Singles Chart                         | 22                |
| Irish Singles Chart                          | 15                |
| Итальянский FIMI Singles Chart               | 1                 |
| Новозеландский RIANZ Singles Chart           | 1                 |
| Norwegian Singles Chart                      | 6                 |
| Spanish Singles Chart                        | 2                 |
| Swiss Singles Chart                          | 10                |
| UK Singles Chart                             | 4                 |
| Американский Billboard Hot 100               | 4                 |
| Американский Billboard Hot 100 Airplay       | 10                |
| Американский Billboard Hot 100 Singles Sales | 1                 |
| Американский Billboard Hot Dance Club Play   | 1                 |

### Чарты в конце года
| Чарт (2001)                      | Позиция |
| -------------------------------- | ------- |
| Австралийский ARIA Singles Chart | 78      |
| Швейцарский Сингловый Чарт       | 89      |
| Американский Billboard Hot 100   | 34      |